# Venafrum
Venafrum bylo starověké město v současném italském regionu Molise poblíž hranic antických krajů Latia adiecta a Samnia. Na jeho místě se rozkládá moderní Venafro, město na železnici spojující Vairano s Isernií, od které je vzdáleno 25 km jihozápadně, a leží ve výšce 201 metrů nad mořem.

## Historie
Venafrum bylo založeno v roce 201 př. n. l. jako civitas sine suffragio, tedy jako municipium s neplnoprávným občanstvím. Starověcí autoři se o něm zmiňují jen málo, kromě toho, že to bylo jedno z měst spravovaných prefektem, vysílaným každý rok z Říma, a že za spojenecké války bylo dobyto spojenci zradou. Císař Augustus tam založil kolonii a zajistil výstavbu akvaduktu.
Zdá se, že toto město mělo jistý význam. Jeho olivový olej byl nejlepší v Itálii a Cato se zmiňuje o jeho cihelnách a dílnách na zpracovaní železa. Původní trasa silnice via Latina pravděpodobně vedla oklikou přes Venafrum, kterou pozdější silnice zřejmě zkracovala přes Rufrae. Z Venafra vedly další silnice do Aesernie a přes Alifae do Telesie.